# Picatatapuit
De picatatapuit (Oenanthe picata) is een zangvogel uit de familie Muscicapidae (Vliegenvangers).

## Verspreiding en leefgebied
Deze soort komt voor in zuidelijk centraal Azië van Iran tot noordelijk Beloetsjistan en Pakistan.